# Lars Egede
Lars Niels Aleksander Egede (* 10. März 1894 in Saarloq (Nuuk); † unbekannt) war ein grönländischer Katechet und Landesrat.

## Leben
Lars Egede war der Sohn des Jägers Esekias Peter Hoseas Egede (1857–?) und seiner Frau Andrea Helga Frederikke Juliane Mathæussen (1856–?). Am 23. Oktober 1917 heiratete er in seinem Heimatort Saarloq Dina Malene Karetas Mathæussen (1893–?), Tochter des Jägers John Otto Pavia Mathæussen (1867–?) und seiner Frau Augusta Kathrine Inger Johnsen (1868–?). Er war Jäger in Saarloq, arbeitete aber nebenher auch als unausgebildeter Katechet. 1937 vertrat er Kristoffer Lynge im südgrönländischen Landesrat.